# Uwe Weber
Uwe Weber   (Zschopau, 27 d'agost de 1962) és un antic pilot d'enduro alemany que va destacar en competició durant les dècades del 1980 i 1990, tant a escala internacional com a l'antiga RDA i a l'Alemanya reunificada. Al llarg de la seva carrera va guanyar un Trofeu i un Vas d'argent als Sis Dies Internacionals d'Enduro (ISDE) amb la selecció de la RDA, dos campionats de la RDA d'enduro i dos d'Alemanya.

## Carrera esportiva
Uwe Weber va començar a dedicar-se activament a l'esport de l'enduro a 17 anys, dins el motoclub de Zschopau. En la seva primera temporada, el 1979, va ser el millor de la RDA a la classe d'iniciació de 175 cc. Després del seu aprenentatge com a muntador de vehicles de motor, el 1982 va entrar al departament de competició de la VEB Motorradwerk Zschopau. En el seu primer any va ser membre de l'equip guanyador del Vas d'argent als ISDE de Považská Bystrica. El 1984 va ser Campió de la RDA de 500 cc, tercer al Campionat d'Europa i tercer també als ISDE amb l'equip del Trofeu de la RDA. Amb aquest equip va repetir el resultat l'any següent als ISDE d'Alp.
El 1986 va tornar a guanyar el campionat de la RDA. El 1987 va ser membre de l'equip guanyador del Trofeu als ISDE de Jelenia Góra (Polònia). El 1988 i el 1989 va ser subcampió de la RDA. El 1990, l'any de la reunificació alemanya, va passar a KTM i també va deixar el motoclub MZ Zschopau en favor del MSC Pfungstadt. Aquell any va guanyar el campionat d'Alemanya en la categoria de 500 cc 2T. El 1991 fou subcampió d'Alemanya i membre de l'equip d'Alemanya (la nova selecció que unificava les antigues de la RDA i la RFA) al Trofeu dels ISDE, on van acabar segons. El 1992 va ser campió d'Alemanya en la categoria de 350 cc 4T i el 1993 tornà a ser subcampió.
El 1994 va competir en la prova d'enduro més dura de l'època, la Gilles Lalay Classic, però se li va escapar la victòria a causa d'un defecte tècnic quan anava segon (es va quedar a 20 segons de l'últim control de temps a la Côte du Corbeau Mort). A finals de 1995, Weber es va retirar de les competicions i només va seguir participant-hi de manera esporàdica (entre d'altres, va disputar des d'aleshores la Yeti Challenge a Àustria i el Trophy Seniors de la Rund um Zschopau).
Des del 1997, Uwe Weber s'ha implicat molt en l'organització de proves d'enduro, principalment a la que es fa prop de casa seva, la Rund um Zschopau, i la complementària "Trophy Seniors Competition". El 2001 va participar en la iniciativa d'aconseguir que la Rund um Zschopau fos puntuable per al Campionat del Món d'enduro, com va acabar sent a partir del 2004.
Des del 1991, Uwe Weber dirigeix una empresa de bastides i treballa alhora com a entrenador en cursets d'enduro.

## Palmarès
- 1982: Guanyador del Vas d'argent als ISDE amb l'equip de la RDA
- 1984: 
  - Campió de la RDA de 500 cc
  - Tercer al Campionat d'Europa
  - Tercer als ISDE amb l'equip del Trofeu de la RDA
- 1985: Tercer als ISDE amb l'equip del Trofeu de la RDA
- 1986: Campió de la RDA de 500 cc
- 1987: Guanyador del Trofeu als ISDE amb l'equip de la RDA
- 1988: Subcampió de la RDA
- 1989: Subcampió de la RDA
- 1990: Campió d'Alemanya de 500cc 2T amb KTM
- 1991: 
  - Subcampió d'Alemanya
  - Segon als ISDE amb l'equip del Trofeu de la RDA
- 1992: Campió d'Alemanya de 350cc 4T
- 1993: Subcampió d'Alemanya